# The Dancer (programa de televisión)
The Dancer es un concurso de talento basado en el formato The Greatest Dancer, originado en Reino Unido y creado por el productor de televisión Simon Cowell. El talent, presentado por Ion Aramendi y Sandra Cervera y capitaneado por Miguel Ángel Muñoz, Lola Índigo y Rafa Méndez, se estrena el 5 de abril de 2021 en TVE.

## Historia
En diciembre de 2020 se anunció que Televisión Española abría un casting para encontrar al mejor bailarín de España, basándose en el programa británico The Greatest Dancer. Más adelante se fueron anunciando los capitanes de los equipos del programa: primero Lola Índigo y después Miguel Ángel Muñoz y Rafa Mendez. Finalmente, se anunció que el programa estaría presentado por Ion Aramendi y Sandra Cervera, además de que sería estrenado en la temporada de 2021.

## Formato
El programa es un concurso de talentos, especializado en el baile, creado por Simon Cowell en Reino Unido y adaptado ya en países como China o Dinamarca. El objetivo de este talent show es encontrar a los mejores bailarines de España poniendo en valor la danza y sus profesionales. En este formato se reivindican los pasos de baile, el estudio de la danza y la capacidad para emocionar, así como las sorprendentes historias personales de sus concursantes.

## Equipo

### Presentadores
| Edición        | 1    |
| Año            | 2021 |
| -------------- | ---- |
| Ion Aramendi   |      |
| Sandra Cervera |      |

### Capitanes
| Edición            | 1    |
| Año                | 2021 |
| ------------------ | ---- |
| Miguel Ángel Muñoz |      |
| Lola Índigo        |      |
| Rafa Mendez        |      |

## The Dancer (2021)
- 5 de abril de 2021 - 7 de junio de 2021

Se estrena el 5 de abril de 2021 en TVE.

### Capitanes
| Nombre             | Edad    | Descripción           |
| ------------------ | ------- | --------------------- |
| Miguel Ángel Muñoz | 37 años | Actor                 |
| Lola Índigo        | 29 años | Cantante y bailarina  |
| Rafa Méndez        | 45 años | Coreógrafo y bailarín |

### Episodios y audiencias
| Fecha      | Características del programa             | Audiencia         |
| ---------- | ---------------------------------------- | ----------------- |
| 05/04/2021 | Gala 1 / Primera fase: Audiciones I      | 1 442 000 (10,5%) |
| 12/04/2021 | Gala 2 / Primera fase: Audiciones II     | 1 130 000 (8,4%)  |
| 19/04/2021 | Gala 3 / Primera fase: Audiciones III    | 1 116 000 (8,2%)  |
| 26/04/2021 | Gala 4 / Primera fase: Audiciones IV     | 1 263 000 (9,9%)  |
| 03/05/2021 | Gala 5 / Primera fase: Audiciones V      | 1 116 000 (8,0%)  |
| 10/05/2021 | Gala 6 / Primera fase: Audiciones VI     | 1 183 000 (8,6%)  |
| 17/05/2021 | Gala 7 / Segunda fase: La decisión final | 977 000 (7,4%)    |
| 24/05/2021 | Gala 8 / Tercera fase: Semifinales I     | 905 000 (6,4%)    |
| 31/05/2021 | Gala 9 / Tercera fase: Semifinales II    | 958 000 (6,9%)    |
| 07/06/2021 | Gala 10 / Cuarta fase: Final             | 1 084 000 (8,7%)  |

     Récord de audiencia.      Líder en su franja horaria.

### The Dancer: Ediciones
| Edición                      | Fecha | Cadena | Audiencia        | Gran final       |
| ---------------------------- | ----- | ------ | ---------------- | ---------------- |
| The Dancer (Primera edición) | 2021  |        | 1 117 000 (8,3%) | 1 084 000 (8,7%) |